# КАМАЗ (стадион)
«КАМА́З» — футбольный стадион в городе Набережные Челны, Россия. Является домашним для футбольного клуба «КАМАЗ». Поле стадиона имеет искусственное покрытие и оборудовано системой подогрева. Беговые дорожки отсутствуют.
После реконструкции 2015 года включает в себя трёхэтажное административно-бытовое здание, а также трибуны на 6248 мест из быстровозводимых металлических конструкций.

## История

Возведение восточной трибуны на стадионе «КАМАЗ», 1988 год

- 1973 год — на пустыре в парке «Гренада» было заложено футбольное поле.
- 1977 год — возведена первая (западная) трибуна на 3000 мест.
- 1988 год — возведена вторая (восточная) трибуна на 2000-3000 мест.
- 23 августа 1988 года — на стадионе состоялся первый официальный матч в статусе команды мастеров «Торпедо» (Набережные Челны) с клубом «Металлург» (Магнитогорск). Матч посетило 5500 зрителей.
- 1993 год — реконструированы восточная и западная трибуны (путём увеличения посадочных мест), возведена первая боковая (северная трибуна); имевшиеся беговые дорожки вокруг футбольного поля при этом фактически утратили полноценность). Общая вместимость стадиона достигла 12 000 зрителей. Отремонтированы подтрибунные помещения (душевые, раздевалки; их расположение — западная трибуна), кассовые павильоны, обновлено освещение стадиона.

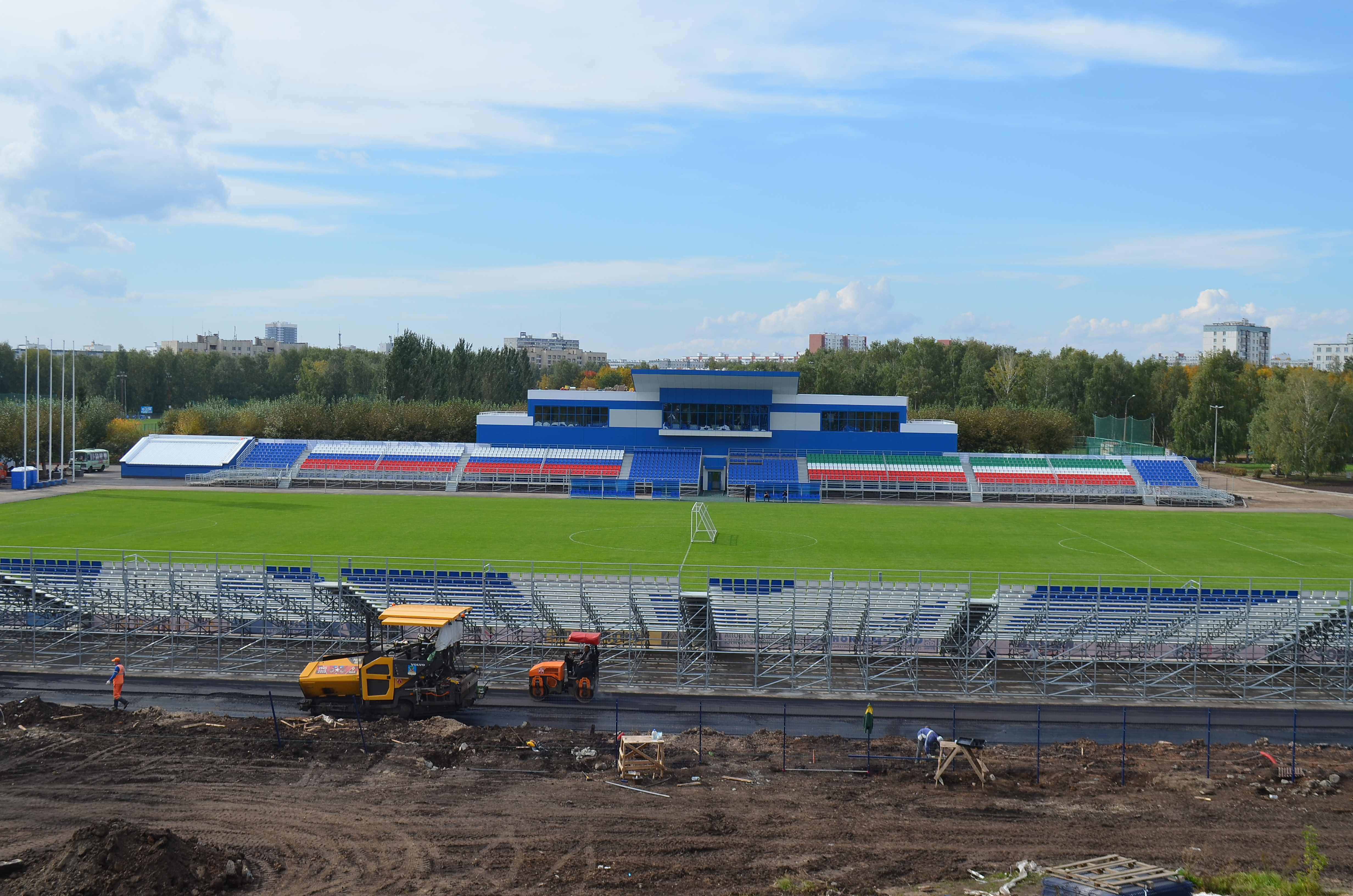
Завершающий этап реконструкции стадиона «КАМАЗ», сентябрь 2015 года

- 1994 год — возведена вторая боковая (южная трибуна), с учётом которой максимально возможная вместимость увеличилась до 14000 — 15 000 зрителей. Также был обновлён фасад стадиона (облицован красным кирпичом), а лавки на трибунах — выкрашены в несколько разных ярких цветов. Кроме этого, в соответствии с требованиями УЕФА футбольное поле было окоймлено дополнительной пятиметровой зоной травяного покрова.
- 1997 год — футбольное поле было оборудовано системой подогрева.
- 2003 год — заменены скамейки на индивидуальные пластиковые сиденья. Вместимость стадиона снизилась до 9203 зрителей. Обновлены освещение и электронное табло.
- 2014 год — временно исполняющим обязанности президента Республики Татарстан Рустамом Миннихановым в сентябре было принято решение о реконструкции стадиона. Изначально планировалось снести центральную (западную) трибуну и обе боковых, а восточную реконструировать, причём, данный проект в апреле 2015 года был утверждён как «окончательный» (вместимость стадиона предусматривалась в 6600 мест), а срок сдачи объекта был установлен Миннихановым до 30 августа 2015 года[2].
- 2015 год — проведена реконструкция с полным сносом всех имеющихся трибун и возведением на их месте новых из легковозводимых металлических конструкций, общей вместимостью 6248 зрителей (часть западной трибуны не была снесена, там остался технический блок управления подогревом и поливом поля)[3]. Также было возведено новое трёхэтажное административно-бытовое здание, построено два общественных туалета, заменено освещение и табло на стадионе, установлена система видеонаблюдения. Матчи в этом году на главном поле стадиона «КАМАЗ» не проводились (ФК «КАМАЗ» играл домашние игры в Нижнекамске и Казани), при этом строительные работы, начавшиеся из-за задержки проектной документации не 10 января, а 1 апреля[2], были завершены ещё в сентябре, однако с открытием стадиона и сертификацией его РФС[4] возникла задержка из-за оформления документации[5][6], и открытие стадиона после реконструкции состоялось 12 марта 2016 года матчем «КАМАЗа» и «СКА-Энергии»[7].
- 2017 год — перед первым домашним матчем сезона-2017/18 пресс-служба ФК «КАМАЗ» запустила в общественно-информационное пространство новость о переименовании стадиона «КАМАЗ» в «Белый медведь арена» в виде анонса кубкового матча в сообщении на сайте клуба, в котором говорилось, что игра между «КАМАЗом» и «Нефтехимиком» пройдёт на стадионе «Белый медведь арена»[8]. Вскоре в «официальном заявлении» клубом же эту новость о переименовании стадиона и опровергнули, назвав это методом по привлечению внимания к матчу-открытию сезона-2017/18[9][значимость факта?].
- 2022 год — произведены работы по прошивке футбольного покрытия, поле стало гибридным: из искусственного и натурального травяного волокна, для большей устойчивости к нагрузкам[10].
- 2023 год — установлено новое табло (медиа экран) размером 8 х4 метра[11].
- 2024 год — произведена замена натурального покрытия на искусственное[12].
- 2024—2025 годы — установлены медиаборты (LED-периметры).[источник?]
- 2025 год — расширены скамейки запасных и заменены кресла.[источник?]

После реконструкции 2015 года инфраструктура с точки зрения комфорта пребывания на трибунах регулярно вызывает вопросы: трибуны — из сборных металлоконструкций, отсутствие козырьков (имеется лишь нефункциональный навес административного здания), небезопасность (в частности при нахождении на верхних рядах), продуваемость, несмотря на отсутствие беговых дорожек, трибуны расположены недостаточно близко к полю, при этом на первых пяти рядах и так невысоких трибун кабинками для тренеров и запасных игроков затруднён обзор поля.

## Основные характеристики

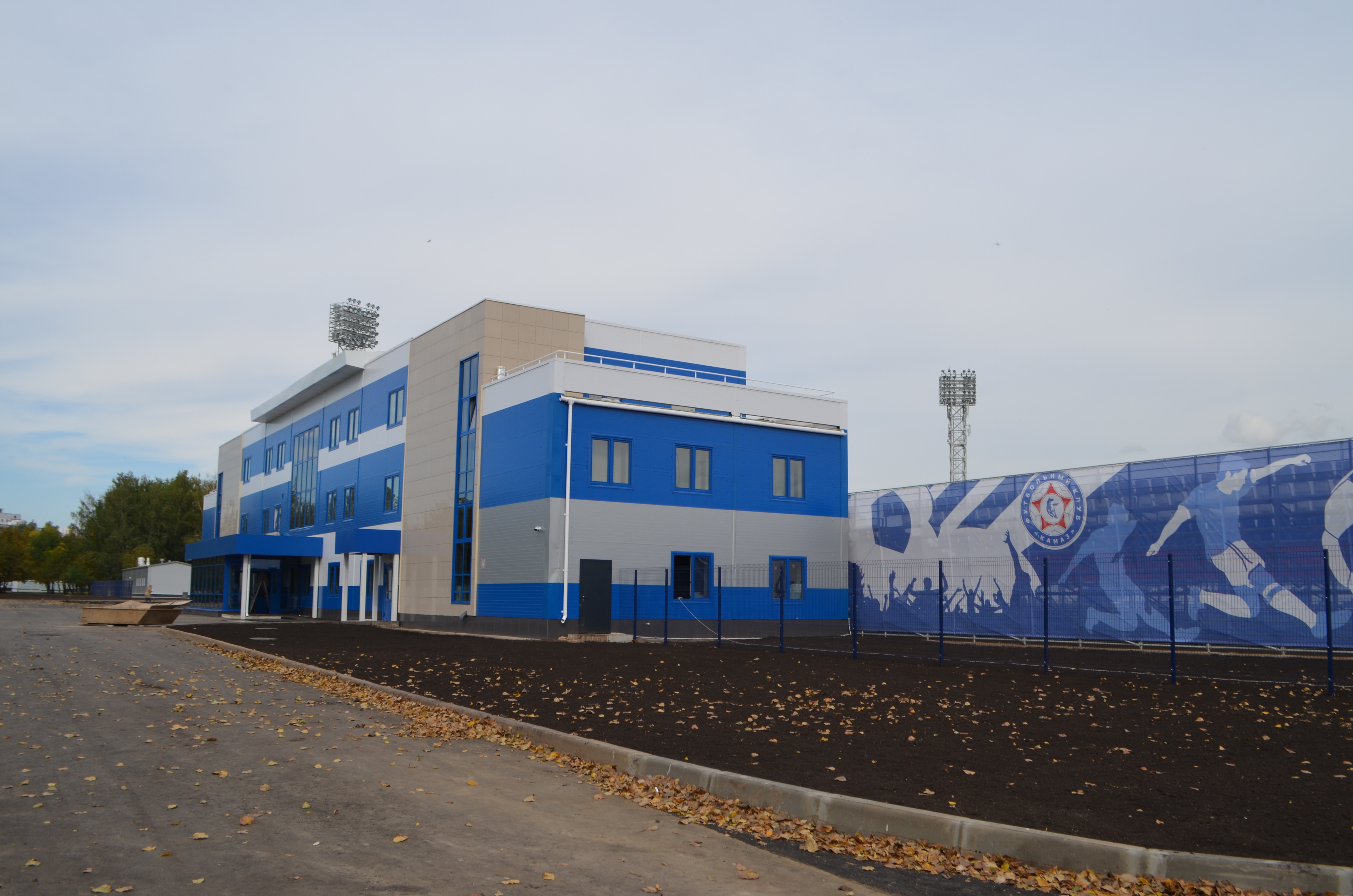
Административно-бытовой корпус стадиона

Стадион представляет собой спортивный комплекс, состоящий из футбольного поля с трибунами и зданием административно-бытового корпуса. Размер поля составляет 105 х 68 м. Трибуны находятся от поля на расстоянии трёх метров и представляют собой сборно-металлические конструкции заводского изготовления. К западной трибуне прилегает трёхэтажное административно-бытовое здание общей площадью 1600 м² из монолитных железобетонных конструкций с устройством наружных стен из сэндвич-панелей. В здании размещены раздевалки, конференц-зал, медицинский пункт, тренажёрный зал и другие предусмотренные стандартами РФС помещения. Над центральным сектором западной трибуны (для VIP) имеется козырёк. Стадион оборудован техническими системами обогрева, полива и дренажа поля и системой видеонаблюдения. Имеется два общественных туалета. На прилегающей к стадиону территории расположен футбольный манеж «Победа» (размеры поля 90 × 45 м) открытый в 2020 году, а также несколько тренировочных футбольных полей с естественным и искусственным покрытиями:
- футбольное поле № 1 (естественное покрытие) — 100 × 65 м.
- футбольное поле № 2 (искусственное покрытие) — 100 × 68 м.
- футбольное поле № 3,4,5, (искусственное покрытие) — 115 × 45 м. (40х20 м; 40×20 м; 70×45 м.)
- футбольное поле (естественное покрытие) — 70 × 68 м.
- футбольное поле (естественное покрытие) — 80 × 48 м.

|                      |  |           |  |                |
| Гостевая раздевалка. |  | VIP-ложа. |  | Конференц-зал. |

## Вместимость
- Общая вместимость стадиона: 6248 мест.

Из них:
- Западная трибуна: 1674 места (из них: 1612 сидений для обычных зрителей, 16 кресел для приглашённых VIP, 84 места для инвалидных колясок, 16 мест для журналистов, кроме того 34 кресла в vip-ложе на втором этаже).
- Восточная трибуна: 2010 мест.
- Северная трибуна: 1240 мест.
- Южная трибуна: 1240 мест.

|                    |  |                   |  |                            |
| Восточная трибуна. |  | Северная трибуна. |  | Восточная и южная трибуны. |

## Международные матчи

### Еврокубки
В 1996 году на стадионе «КАМАЗ» было проведено три матча в рамках розыгрыша Кубка Интертото, включая полуфинал.
| 22 июня 1996 года (групповая стадия): |     |             |
| «КАМАЗ-Чаллы»                         | 3:0 | «ЛКС» Лодзь |

| 13 июля 1996 года (групповая стадия): |     |                 |
| «КАМАЗ-Чаллы»                         | 2:2 | «Спартак» Варна |

| 26 июля 1996 года (1/2 финала): |     |          |
| «КАМАЗ-Чаллы»                   | 2:0 | «Генгам» |

### Матчи с участием сборной России
В 2012 году на стадионе «КАМАЗ» прошёл матч международного турнира «Кубок вызова», в котором вторая сборная России встречалась со сборной Бельгии, составленной из игроков 1992—1993 гг. рождения.
| 15 августа 2012 года (матч группы «А») |     |              |
| Россия (2)                             | 4:0 | Бельгия U-19 |

### Кубок Президента Татарстана
8 октября 1995 и 7—8 июня 2014 года на стадионе «КАМАЗ» проходили матчи Кубка Президента Татарстана.
Состав участников однодневного турнира 1995 года (матчи игрались по 45 минут): ФК «КАМАЗ-Чаллы», ФК «Локомотив» (София), ФК «Динамо» Минск и сборная Иордании (главный тренер — Хэни Абулейл). Победителем стала команда ФК «Динамо» Минск (главный тренер — Иван Щёкин), в финальном матче обыгравшая «КАМАЗ-Чаллы» со счётом 3:1.
Состав участников турнира 2014 года: ФК «КАМАЗ», ФК «Рубин» Казань (на базе команды «Рубин-2»), ФК «Нефтехимик» Нижнекамск и сборная Севастополя (составленная из игроков, в разные годы играших за ФК «Севастополь» и его молодёжную команду, а также футболистов, участвовавших в первенстве города и различных лигах первенства Украины, главный тренер — Валерий Чалый). В полуфинальных матчах «Рубин» выиграл у «Нефтехимика» — 2:1, а сборная Севастополя у «КАМАЗа» — 5:0, в матче за 3-е место «КАМАЗ» одержал победу над «Нефтехимиком» — 4:0, а победителем турнира стала команда Севастополя, в финале обыгравший команду «Рубина» — 2:1.

## Инциденты и дисквалификации
- В 1997 году из-за необорудования поля стадиона «КАМАЗ» системой искусственного подогрева «КАМАЗ-Чаллы» провёл стартовый домашний матч чемпионата России против волгоградского «Ротора» (0:5) 21 марта во Владикавказе[34][35].
- 17 октября 2003 года домашний матч «КАМАЗа» с оренбургским «Газовиком» (3:1) в рамках 38-го тура первенства зоны «Урал-Поволжье» второго дивизиона прошёл в Альметьевске[36]. Стадион был дисквалифицирован на одну домашнюю игру «КАМАЗа» в результате подачи жалобы представителями челябинского «Лукойла», побывавшими на одном из матчей «КАМАЗа» и зафиксировавшими факт оборудования стадиона пластиковыми креслами не в полном объёме[37][38].
- 31 августа 2010 года на 81-й минуте матча первого дивизиона «КАМАЗ» — «Химки» на стадионе погас свет из-за сбоя подачи электроэнергии на городской подстанции. В течение предусмотренного регламентом часа на устранение неполадок поломку системы искусственного освещения устранить не удалось, и матч был доигран на следующий день в 11:00 (счёт 1:1 не изменился)[39][40].
- 2 октября 2019 года на заседания Комиссии по сертификации стадионов было принято решение о приостановке действия сертификата соответствия стадиона[41] до устранения нарушений[42] (13 октября 2019 года домашний матч «КАМАЗа» с командой «Зенит-Ижевск» (0:0) в рамках 14-го тура первенства группы «Урал-Приволжье» ПФЛ прошёл в Ижевске[43][44], к следующему домашнему матчу «КАМАЗа» действие лицензии стадиона «КАМАЗ» было восстановлено[45]), а КДК РФС обязал клуб провести один домашний матч Кубка России на нейтральном поле в другом городе[46][47], и 19 августа 2020 года домашний матч 1/128 финала Кубка России-2020/21 против димитровградской «Лады» (1:1, по пенальти 4:2) «КАМАЗ» провёл на стадионе «Труд» в Ульяновске[48]. Поводом к наказанию послужили факты обнародования (видеозаписи) «запирания фанатов московского „Спартака“ в клетке на ключ» во время матча «КАМАЗ» — «Спартак» (1:2), состоявшегося 25 сентября в рамках 1/16 финала Кубка России-2019/20[49][50], при этом применённые меры до матча были согласованы клубами, а калитки гостевой трибуны были закрыты не все и не всегда и открывались по требованию, выход с трибуны не ограничивался, что было подтверждено также и в официальном заявлении московского «Спартака»[51][52]. Сообщалось также о том, что установленное ограждение не было предусмотрено планом мероприятий по обеспечению безопасности на матче, а также «не было соединено с центральными трибунами и имело самостоятельный характер»[53]. Помимо этого, ФК «КАМАЗ» был оштрафован на 100 тыс. рублей[54][55].

## Концерты и иные мероприятия
В 1980-х и 1990-х годах стадион использовался для проведения массовых спортивных соревнований (спартакиад), а также эстрадных и рок-концертов.

## Руководство
- Директор стадиона — Савов Евгений Сергеевич.

## Местонахождение
Стадион расположен в Новой части города, в Центральном районе, на Московском проспекте. Добраться до стадиона можно на общественном транспорте (от автовокзала и железнодорожного вокзала): трамвае №9 и автобусе №2.